# Trogoblemma acutalis
Trogoblemma acutalis är en fjärilsart som beskrevs av William Schaus 1906. Trogoblemma acutalis ingår i släktet Trogoblemma och familjen nattflyn. Inga underarter finns listade i Catalogue of Life.